# الحرث (شلمنقة)
الحَرَث هي قرية وبلدية في الجنوب الشرقي من مقاطعة شلمنقة في غرب إسبانيا وهي جزء من مجتمع الحكم الذاتي في قشتالة وليون . تقع 40 كيلومتر (25 ميل) من عاصمة شلمنقة.